# Памятный знак погибшему посёлку Предмостная Слободка
Памятный знак погибшему посёлку Предмостная Слободка — монумент в Киеве, установленный в память о рабочем посёлке Предмостная слободка, существовавшем на левом берегу Днепра (напротив Киево-Печерской Лавры) с конца XVIII в., уничтоженного нацистами в 1943 году в период оккупации Киева во время Великой Отечественной войны
.
Открыт в 1991 году в парке культуры и отдыха «Гидропарк» в конце центральной аллеи Дружбы Народов, протянувшейся от южного выхода станции метро «Гидропарк» внутрь паркового комплекса. Установлен на поляне, обозначенной по кругу вымощенной гранитными плитами дорожке и цветником. К ней от главной аллеи парка ведут радиальные дорожки, центральная из которых акцентирована чугунными столбиками, соединёнными цепями.
Авторы — скульптор Н. Билык, архитектор А. Чемерис (последняя работа, умер в 1991 году).

Материалы: бронза, гранит.

Размеры: высота скульптуры — 0,78 м, дверной проём — 2,55×1 м; плита — 1,3×1 м.
Центром памятного знака является бронзовое скульптурное изображение мальчика, сидящего на крыльце, оставшегося от уничтоженного дома. Семь блоков серого гранита образуют дверной проём. Лестница крыльца переходит в гранитную плиту с посвятительной надписью. В основу образно-композиционного решения положена идея ворот, арки, распространённая в античном искусстве. Подобные архитектурно-пластические сооружения в современной скульптуре получили жизнеутверждающий смысл как символ исторической памяти народа, его бессмертия. В создании образа использованы символы — порог, разрушенное жильё, раскрывающие проблему человечества «жизнь-смерть», отмечают, что разрушение семейного очага — это трагедия для всего народа. Условный тимпан арки украшает ещё один символический элемент — симметричной парой голубей — образ, типичный для славянского фольклора. Внутренняя конструктивная монументальность замысла, так же как и изображение мальчика в скорбной печали, решены без напыщенности и сдержанно воплощены пластическими средствами, как бы смягчая боль утраты философским толкованием смысла человеческого бытия. Памятный знак органично вписывается в дендрологический окружающей среды, связывая его историю с современностью.
На гранитной плите перед памятником увековечены две надписи на украинском языке:

Слава жителям посёлка

Предмостная слободка, отдавшим

свою жизнь за освобождение

Родины во время Великой

Отечественной войны 1941–1945 гг.

На этом месте с конца XVIII в.
 
был рабочий посёлок

Предмостная слободка, жители

которого работали на водном

транспорте, заводе «Арсенал» и

других предприятиях г. Киева.

Посёлок уничтожен

фашистами в 1943 г.
Оригинальный текст (укр.)Слава жителям селища

Передмостова слобідка, які віддали

своє життя за звільнення

Батьківщини під час Великої

Вітчизняної війни 1941–1945 рр.

На цьому місці з кінця XVIII ст.

було робітниче селище

Передмостова слобідка, жителі

якого працювали на водному

транспорті, заводі «Арсенал» і

інших підприємствах м. Києва.

Селище знищене

фашистами у 1943 р.